# Fishkill Creek
Fishkill Creek est un affluent du fleuve Hudson, dans le comté de Dutchess, dans l'État de New York, aux États-Unis.